# Sarah Lavin
Sarah Kate Lavin (* 28. Mai 1994 in Lisnagry) ist eine irische Hürdenläuferin, die sich auf den 100-Meter-Hürdenlauf spezialisiert hat und aktuell Inhaberin des Landesrekordes über diese Distanz ist.

## Sportliche Laufbahn
Erste internationale Erfahrungen sammelte Sarah Lavin 2011 beim Europäischen Olympischen Jugendfestival in Trabzon, bei dem sie in 13,62 s die Bronzemedaille gewann und mit der irischen 4-mal-100-Meter-Staffel im Finale disqualifiziert wurde. Im Jahr darauf erreichte sie bei den Juniorenweltmeisterschaften in Barcelona das Halbfinale, in dem sie ihren Lauf aber nicht mehr beenden konnte. 2013 gewann sie bei den Junioreneuropameisterschaften in Rieti in 13,34 s die Silbermedaille. 2014 qualifizierte sie sich für die Europameisterschaften in Zürich, bei denen sie mit 13,35 s in der ersten Runde im Hürdenlauf ausschied, wie auch mit der Staffel in 43,84 s. Bei den IAAF World Relays 2015 auf den Bahamas wurde sie mit der 4-mal-200-Meter-Staffel in 1:36,90 min Fünfte. Bei den U23-Europameisterschaften in Tallinn schied sie mit 13,87 s in der ersten Runde aus und konnte mit der Staffel den Finallauf nicht beenden. 2017 nahm sie erstmals an der Sommer-Universiade in Taipeh teil und schied dort mit 13,64 s im Halbfinale aus. Zwei Jahre später wurde sie bei den Europaspielen in Minsk in 13,32 s Achte und erreichte bei den Studentenweltspielen in Neapel in 13,28 s den vierten Platz. 2021 gelangte sie bei den Halleneuropameisterschaften in Toruń bis in das Halbfinale über 60 Meter Hürden und schied dort mit 8,07 s aus. Anfang Mai verpasste sie dann bei den World Athletics Relays im polnischen Chorzów mit 44,53 s den Finaleinzug in der 4-mal-100-Meter-Staffel. Über die Weltrangliste qualifizierte sie sich für die Olympischen Sommerspiele in Tokio, bei denen sie mit 13,116 s im Vorlauf ausschied.
2022 gelangte sie bei den Hallenweltmeisterschaften in Belgrad bis ins Finale über 60 Meter Hürden und belegte dort in 8,09 s den siebten Platz. Im Mai siegte sie in 13,00 s beim „Anhalt 2022“ und im Juli erreichte sie bei den Weltmeisterschaften in Eugene das Halbfinale, in dem sie mit 12,87 s ausschied. Anschließend belegte sie bei den Europameisterschaften in München in 12,86 s den fünften Platz. Im Jahr darauf belegte sie bei den Halleneuropameisterschaften in Istanbul in 8,03 s den sechsten Platz über 60 Meter Hürden. Im Juni wurde sie bei der 3. Liga der Team-Europameisterschaft im Rahmen der Europaspiele in Chorzów im 12,82 s Erste und sicherte sich damit ligenübergreifend die Bronzemedaille hinter der Polin Pia Skrzyszowska und Nadine Visser aus den Niederlanden. Zudem wurde sie bei der Bauhaus-Galan in 12,73 s Zweite und siegte in 12,79 s bei den Morton Games. Im August schied sie dann bei den Weltmeisterschaften in Budapest mit neuem Landesrekord von 12,64 s im Halbfinale aus. Anfang September stellte sie über 100 Meter mit 11,27 s einen neuen Landesrekord im 100-Meter-Lauf aus. 2024 belegte sie bei den hallenweltmeisterschaften in Glasgow in 7,91 s den fünften Platz über 60 Meter Hürden. Im Juni belegte sie bei den Europameisterschaften in Rom in 12,94 s den siebten Platz über 100 Meter Hürden. Anschließend siegte sie in 12,74 s beim Memoriał Ireny Szewińskiej und im August schied sie bei den Olympischen Sommerspielen in Paris mit 12,69 s im Halbfinale aus. Zudem war sie die Fahnenträgerin Irlands während der Eröffnungsveranstaltung der Spiele.
2025 belegte sie bei den Halleneuropameisterschaften in Apeldoorn in 7,92 s den vierten Platz über 60 m Hürden und kurz darauf schied sie bei den Hallenweltmeisterschaften in Nanjing mit 8,14 s im Halbfinale aus.
In den Jahren 2013 und 2014 sowie von 2017 bis 2019 und von 2021 bis 2024 wurde Lavin irische Meisterin im 100-Meter-Hürdenlauf sowie 2013, 2014 und 2016 sowie von 2022 bis 2025 Hallenmeisterin im 60-Meter-Hürdenlauf. Zudem wurde sie 2023 Landesmeisterin im 100-Meter-Lauf.

## Persönliche Bestleistungen
- 100 Meter: 11,27 s (0,0 m/s), 4. September 2023 in Bellinzona
- 100 m Hürden: 12,62 s (+0,5 m/s), 23. August 2023 in Budapest (irischer Rekord)
  - 60 m Hürden (Halle): 7,90 s, 3. März 2024 in Glasgow

## Persönliches
Sarah Lavin war mit dem irischen Rallyefahrer Craig Breen liiert, der 2023 bei Testfahrten zur Rallye Kroatien ums Leben kam.